# Zentralstelle für Recht und Schutz der Kriegsdienstverweigerer aus Gewissensgründen
Die Zentralstelle für Recht und Schutz der Kriegsdienstverweigerer aus Gewissensgründen e. V., kurz Zentralstelle KDV, setzte sich für das Recht auf Kriegsdienstverweigerung in Deutschland ein. Der am 2. März 1957 gegründete Verein löste sich zum 31. Dezember 2014 auf, zuletzt mit Sitz in Bockhorn.
Die Zentralstelle KDV setzte sich für die uneingeschränkte Achtung der Glaubens- und Gewissensfreiheit im Sinne des Artikel 4 des Grundgesetzes für die Bundesrepublik Deutschland (Art. 4 GG) ein. Sie förderte die Information über diese Grundrechte, insbesondere das Recht, den Kriegsdienst mit der Waffe zu verweigern. Eine Werbung für Kriegsdienstverweigerung aus Gewissensgründen zählte nicht zu den Aufgaben der Zentralstelle.
Vorläuferorganisationen waren die Arbeitsgemeinschaft der Deutschen Friedensverbände, die 1948 gegründet wurde, und der Deutsche Ausschuss für Fragen der Wehrdienstverweigerung (1953–1957).
Am 14. und 15. Mai 2011 feierte die Zentralstelle in Berlin die Abschaffung (Aussetzung) der Wehrpflicht in Deutschland mit einem Rückblick auf 54 Jahre Wehrpflicht. Die Mitgliederversammlung beschloss die Auflösung des Dachverbandes. Ihr Vorsitzender, Werner Glenewinkel, begründete gegenüber Pressevertretern diesen Schritt mit der weitgehenden Erfüllung der Aufgaben der Zentralstelle durch den Wegfall der Wehrpflicht. Der langjährige Geschäftsführer Peter Tobiassen wies darauf hin, dass damit die Ära der Zwangsdienste in Nachkriegsdeutschland endlich abgeschlossen werde. Am 31. August 2011 hat die Zentralstelle KDV ihre Arbeit eingestellt.

## Geschichte
1956 wurde durch Änderungen des Grundgesetzes und das Wehrpflichtgesetz die bis dahin friedensstaatliche Ausrichtung des Grundgesetzes entscheidend verändert. Das Grundrecht der Kriegsdienstverweigerung (KDV) wurde durch die Regelung des Wehrpflichtgesetzes dem Verwaltungsrecht zugeordnet, mit der Folge, dass Kriegsdienstverweigerer einen Antrag stellen, das Recht dazu selbst beweisen und dieses von einem Ausschuss der Wehrverwaltung überprüfen lassen mussten.
Die Gründung der Zentralstelle KDV erfolgte am 2. März 1957 mit elf Mitgliedsverbänden in Dortmund. 1982 feierte die Zentralstelle KDV ihr 25-jähriges Bestehen und wurde als gemeinnützige Einrichtung anerkannt. Die Zahl der Mitgliedsorganisationen war auf 25 angewachsen.
Mit dem Beitritt der DDR zur Bundesrepublik galten alle KDV-Regelungen ab 1990 auch in den neuen Bundesländern und Berlin. Die Mitgliederversammlung der Zentralstelle KDV legte als gemeinsames zentrales Ziel die Abschaffung der Wehrpflicht fest.
2011 beschlossen die Delegierten der 26 Mitgliedsverbände mehrheitlich die Auflösung der Zentralstelle KDV zum 31. Dezember 2014. Mit der Aussetzung der Wehrpflicht in Deutschland sah der Vorstand die Arbeit der Zentralstelle KDV als gemeinsame Einrichtung von 26 Organisationen in Sachen Gewissensfreiheit für Kriegsdienstverweigerer in Deutschland als weitgehend erledigt an. Nach wie vor bestehende Restaufgaben könnten die Mitgliedsorganisationen ohne übergeordnete Koordinations- und Fachstelle selbständig erledigen.

## Aufgaben und Ziele
Im Rahmen ihrer Aufgabenbestimmung setzte sich die Zentralstelle insbesondere ein für:
1. die Verwirklichung und Sicherung des Grundrechts auf Kriegsdienstverweigerung,
2. den Schutz der Gewissensfreiheit im Bereich von Dienstpflichten nach Art. 12a GG,
3. die unvoreingenommene und aufgeschlossene Gesetzesanwendung durch die hierzu berufenen Organe und die Weiterentwicklung der einschlägigen Gesetze,
4. die Unterrichtung der Öffentlichkeit über die gesetzlichen Bestimmungen zur Kriegsdienstverweigerung einschließlich Ersatzdiensten und über deren praktischen Folgen,
5. die Beratung und Information von Männern und Frauen, die Dienstleistungen nach Artikel 12a GG aus Gewissensgründen verweigern, sowie die Gewährung von Rechtsbeistand in Fällen von grundsätzlicher Bedeutung, soweit dies möglich ist,
6. jeglichen Schutz der Kriegsdienstverweigerer in der Öffentlichkeit, unabhängig von ihrer Staatsangehörigkeit,
7. die Beratung von Kriegsdienstverweigerern, Dienstpflichtigen und ihren Angehörigen in rechtlichen, sozialen und wirtschaftlichen Fragen sowie für
8. die internationale Anerkennung des Rechtes auf Kriegsdienstverweigerung durch Zusammenarbeit mit gleichgesinnten Organisationen des Auslandes.

## Mitgliedsorganisationen
- Aktionsgemeinschaft Dienst für den Frieden (AGDF)
- Arbeitsgemeinschaft der Evangelischen Jugend in der Bundesrepublik Deutschland
- Arbeitsstelle Frieden und Abrüstung e. V. (Memento vom 4. Mai 2016 im Internet Archive)
- Bund Freireligiöser Gemeinden Deutschlands
- Deutsche Friedensgesellschaft – Vereinigte KriegsdienstgegnerInnen e. V.
- Deutscher Bundesjugendring (DBJR)
- Deutscher Gewerkschaftsbund, Abt. Jugend (DGB-Jugend)
- Deutsches Mennonitisches Friedenskomitee
- Eirene (Friedensdienst) – Internationaler Christlicher Friedensdienst e. V.
- Evangelische Arbeitsgemeinschaft für Kriegsdienstverweigerung und Frieden (EAK)
- Evangelische Jugend Thüringen
- Evangelische Studentengemeinde in der Bundesrepublik Deutschland (ESG)
- Grüne Jugend Bundesverband
- Internationale der Kriegsdienstgegner/innen (IDK) e. V.
- Internationaler Versöhnungsbund – deutscher Zweig
- Jungsozialisten in der SPD
- Kampagne gegen Wehrpflicht, Zwangsdienste und Militär
- Komitee für Grundrechte und Demokratie e. V.
- Pax Christi – internationale katholische Friedensbewegung, deutsche Sektion
- Pfarramt für Friedensarbeit, Kriegsdienstverweigerer und Zivildienstleistende
- Religiöse Gesellschaft der Freunde (Quäker) Deutsche Jahresversammlung e. V.
- Republikanischer Anwältinnen- und Anwälteverein e. V. (RAV)
- Service Civil International Deutscher Zweig e. V.
- Sozialistische Jugend Deutschlands – Die Falken
- Vereinigung Evangelischer Freikirchen, AG 8 – Betreuung der KDV und ZDL

(Stand: Dezember 2009)

## Bekannte Repräsentanten der Zentralstelle KDV
- Friedrich Siegmund-Schultze
- Heinrich Kloppenburg
- Ulrich Finckh
- Helmut Simon
- Renate Schmidt
- Margot Käßmann (Präsidentin 2002–2011)